# پروانه سپانلو
پروانه سپانلو با نام هنری   پروانه (۱۳۲۹ تهران - ۱۴ خرداد ۱۳۹۱ تورنتو) خواننده ایرانی بود.

## آلبوم‌ها
- با من از عشق بگو  ( ۲۰۰۲)   (به صورت مشترک با احمد آزاد)
- قصر بلور
- قهر و ناز[۲]

- قصربلور

| نام ترانه  | ترانه سرا         | آهنگساز        | تنظیم       |
| ---------- | ----------------- | -------------- | ----------- |
| امشب امشب  | پوررضا            | حسین واثقی     | امیر بدخش   |
| قصربلور    | جهانبخش پازوکی    | جهانبخش پازوکی | کاظم عالمی  |
| صدای بارون | امیر              | حسین واثقی     | امیر بدخش   |
| چی میشه    | ایرج طاهری        | ایرج طاهری     | ایرج طاهری  |
| ایران      | حسین واثقی        | حسین واثقی     | امیر بدخش   |
| نیاز       | همایون هوشیارنژاد | سیاوش قمیشی    | سیاوش قمیشی |
| هوای عشق   | فرشاد             | فرشاد          | امیر بدخش   |
| پستچی      | ایرج طاهری        | ایرج طاهری     | ایرج طاهری  |

- قهر و ناز
- تک آهنگ تب عشق

| نام ترانه       | ترانه سرا    | آهنگساز      | تنظیم |
| --------------- | ------------ | ------------ | ----- |
| دیار آرزو       | هما میرافشار | محمد حیدری   |       |
| بنال ای دل      | هما میرافشار | کامل علی پور |       |
| قهر و ناز       | وفایی سمنایی | کامل علی پور |       |
| دیر آمدی        | وفایی سمنایی | کامل علی پور |       |
| سلام بر آن زمان | بهی          | کامل علی پور |       |
| نمیدونه چه سخته | بهی          | کامل علی پور |       |